# Montgeard
Montgeard település Franciaországban, Haute-Garonne megyében. Lakosainak száma 555 fő (2022. január 1.). Montgeard Nailloux, Aignes, Calmont, Gibel, Lagarde, Monestrol és Seyre községekkel határos.

## Népesség
A település népességének változása:
| Lakosok száma | 228  | 223  | 290  | 409  | 453  | 474  | 487  | 507  | 525  | 555  |
|               | 1968 | 1982 | 1990 | 2006 | 2013 | 2015 | 2017 | 2019 | 2020 | 2022 |